# قرش أبو مطرقة الصدفي
قرش المطرقة الصدفي هو نوع من القروش المطرقة، يتميز برأس يشبه الصدفة .

## مناطق تواجده
- يتواجد هذا القرش في ساحل المحيط الهادي والأطلسي .حتى جنوب غرب أميركا.

## معرض صور

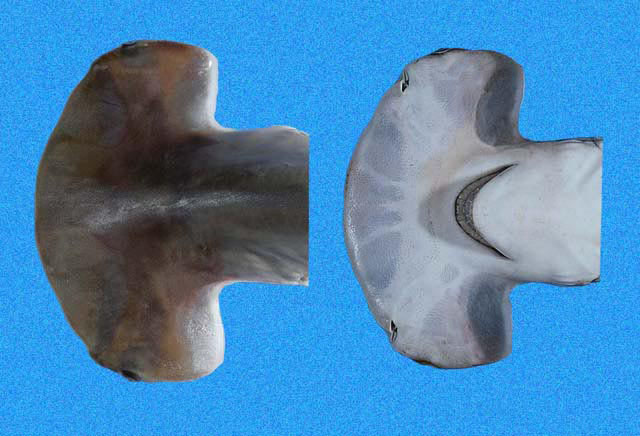
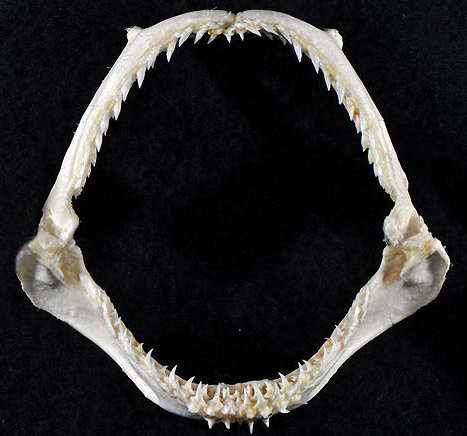
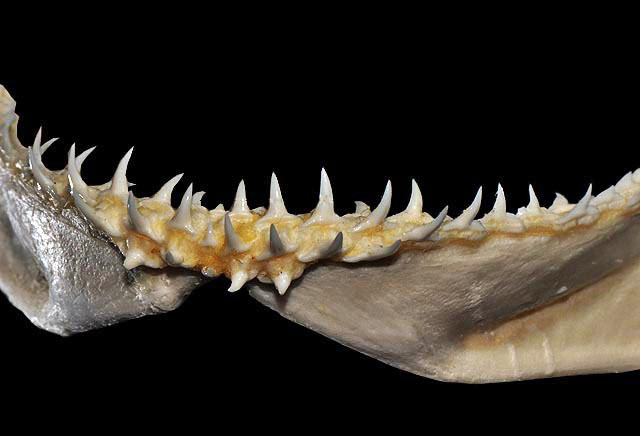
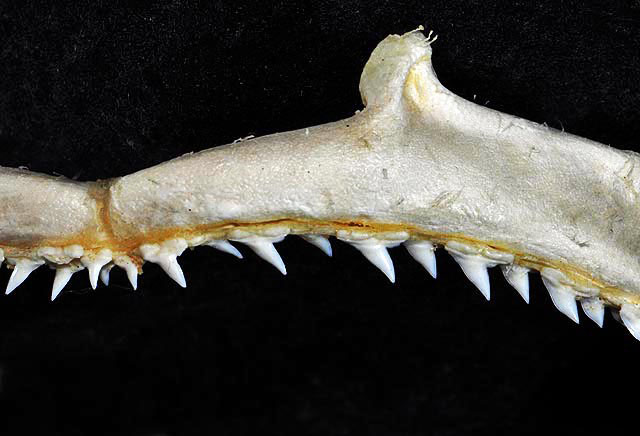

## وصلات خارجية
- ITIS